# Metopoceras codeti
Metopoceras codeti là một loài bướm đêm trong họ Noctuidae.